# Stavešinski Vrh
Stavešinski Vrh – wieś w Słowenii, w gminie Gornja Radgona. W 2018 roku liczyła 148 mieszkańców.